# Église de la Sainte-Trinité de Tinténiac
Pour les articles homonymes, voir Église de la Sainte-Trinité.
L'église de la Sainte-Trinité est une église paroissiale située à Tinténiac, en France.

## Localisation
L'église est située dans la ville de Tinténiac, sur le bord de la route nationale qui traverse Tinténiac sous le nom de rue Nationale.

## Histoire
L'église actuelle a été construite au début du XXe siècle par l'architecte Arthur Regnault à l'emplacement d'une église du XIe siècle en forme de croix latine. Certains éléments de l'église précédente ont été remployés dans l'édifice actuel :
- une partie du chœur du XIIe siècle ;
- le bras nord du transept, avec une fenêtre du XIVe siècle ;
- le portail du XVe siècle ;
- l'écusson portant les armoiries de la famille de Laval[4] ;
- la porte des Morts datée de 1555[2].

L'église a été inaugurée en 1908.
L'église, les vestiges de l'ancienne église et l'ancien cimetière avec sa clôture et son sol d’assiette sont inscrits au titre des monuments historiques par l'arrêté du 18 avril 2016.

## Description
L'église a un plan allongé accidenté avec un chevet arrondi. Elle est voûtée en berceau et de coupoles. Elle est munie d'un clocher latéral.
Arthur Regnault s'est inspiré des églises à file de coupoles du XIIe siècle (comme par exemple la cathédrale Saint-Front de Périgueux, ou la cathédrale Saint-Pierre d'Angoulême).
Certains éléments de l'église précédente ont été conservés en place, comme le chœur ou le bras nord du transept (qui est transformé en oratoire indépendant) ; d'autres ont été déplacés comme le portail du XVe siècle qui a été remonté sur la façade est, la porte des Morts du XVIe siècle qui est maintenant sur la façade ouest, ou la galerie de cloître gothique qui longeait le côté sud de l'église qui est dans le jardin aménagé après la construction de la nouvelle église paroissiale.

## Mobilier
Le bénitier date du XIVe siècle.
Le vitrail de la sacristie date du XIVe – XVe siècle.
La porte des Morts du XVIe siècle est ornée de crânes et d'anges sculptés.
Le maître-autel date de 1907.